# Премия имени А. И. Мальцева
Премия имени А. И. Мальцева — премия, присуждаемая с 1992 года Отделением математических наук Российской академии наук за выдающиеся результаты в области математики.

Премия названа в честь советского математика А. И. Мальцева.

## Лауреаты премии
На начало 2022 года награда была вручена следующим учёным:
- 1992 — Юрий Леонидович Ершов — за монографию «Теория нумераций»
- 1994 — Владимир Петрович Шунков — за цикл работ «Теория локально конечных групп»
- 1997 — Сергей Савостьянович Гончаров — за монографию «Счётные булевы алгебры и разрешимость»
- 2000 — Александр Юрьевич Ольшанский — за цикл работ по комбинаторной и геометрической теории групп
- 2003 — Анатолий Владимирович Яковлев — за цикл работ «Прямые разложения абелевских групп и модулей»
- 2006 — Анатолий Семёнович Кондратьев — за цикл работ по теории конечных групп и их представлений
- 2009 — Лариса Львовна Максимова — за серию научных работ «Неявная определимость и интерполяция в неклассических логиках»
- 2012 — Александр Алексеевич Махнёв — за серию научных работ «Конечные группы и их приложения к теории графов»
- 2015 — Алексей Георгиевич Мясников — за серию научных работ «Исследования по фундаментальным теоретико-модельным проблемам алгебры»
- 2015 — Ольга Георгиевна Харлампович — за серию научных работ «Исследования по фундаментальным теоретико-модельным проблемам алгебры»
- 2018 — Виктор Данилович Мазуров — за серию научных работ «Периодические группы с заданными порядками элементов»
- 2021 — Искандер Шагитович Калимуллин — за серию научных работ «Исследования по теории вычислимых структур»